# Кирибати на олимпийските игри
Кирибати дебютира на летните олимпийски игри в Атина през 2004, след като година по-рано нейният национален олимпийски комитет е признат от Международния олимпийски комитет. Островната държава проявява желание да се включи в Олимпийските игри след като участва за първи път на голям спортен форум на Игрите на Общността през 1998 в Куала Лумпур. Кирибати никога не е изпращала свои атлети на зимна Олимпиада. Спортистите на островната република нямат спечелен нито един олимпийски медал.

## Резултати по игри
| Година              | Спортове | Участници | Медали | Медали | Медали | Медали |
| ------------------- | -------- | --------- | ------ | ------ | ------ | ------ |
| Година              | Спортове | Участници | Злато  | Сребро | Бронз  | Общо   |
| Атина 2004          | 2        | 3         | 0      | 0      | 0      | 0      |
| Пекин 2008          | 2        | 2         | 0      | 0      | 0      | 0      |
| Лондон 2012         | 2        | 3         | 0      | 0      | 0      | 0      |
| Рио де Жанейро 2016 | 2        | 3         | 0      | 0      | 0      | 0      |
| Токио 2020          | 3        | 3         | 0      | 0      | 0      | 0      |
| Общо                | Общо     | Общо      | 0      | 0      | 0      | 0      |